# Écuélin
Écuélin [ekɥelɛ̃] ist eine französische Gemeinde im Département Nord in der Region Hauts-de-France. Sie gehört zum Kanton Aulnoye-Aymeries im Arrondissement Avesnes-sur-Helpe. Die Bewohner nennen sich Écuélinois oder Écuélinoises.

## Geografie
Die Gemeinde Écuélin liegt elf Kilometer südlich von Maubeuge. Sie grenzt im Nordosten an Limont-Fontaine, im Südosten an Saint-Aubin, im Südwesten an Saint-Remy-Chaussée und im Nordwesten an Bachant.

## Bevölkerungsentwicklung
| Jahr                       | 1962 | 1968 | 1975 | 1982 | 1990 | 1999 | 2008 | 2013 | 2020 |
| Einwohner                  | 135  | 123  | 102  | 115  | 124  | 120  | 107  | 133  | 140  |
| Quellen: Cassini und INSEE |      |      |      |      |      |      |      |      |      |

## Sehenswürdigkeiten
- Kirche Saint-Martin
- Schloss
- Ruinen der ehemaligen Komturei der Johanniter
- Kapelle Capiot

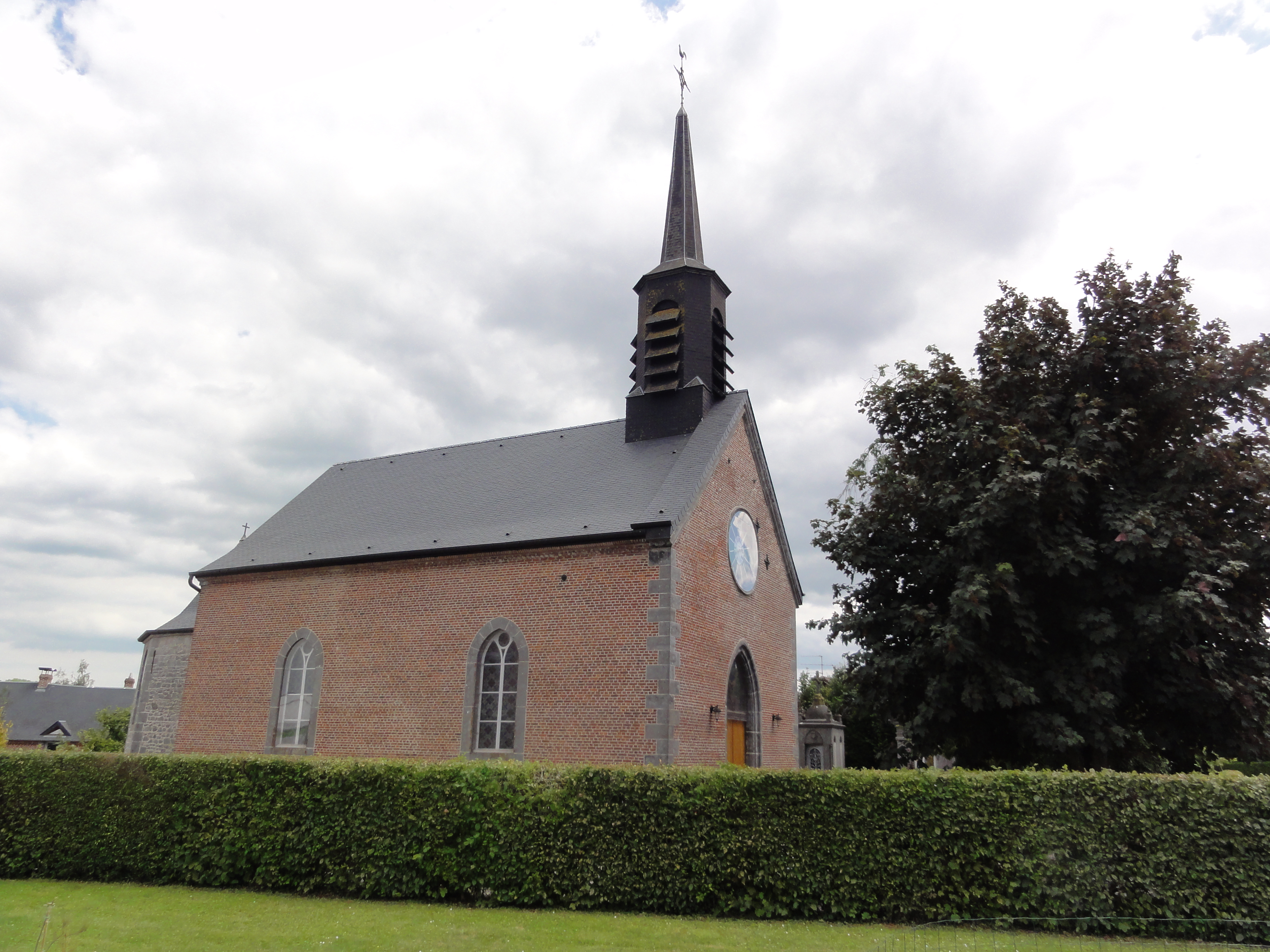
Kirche Saint-Martin
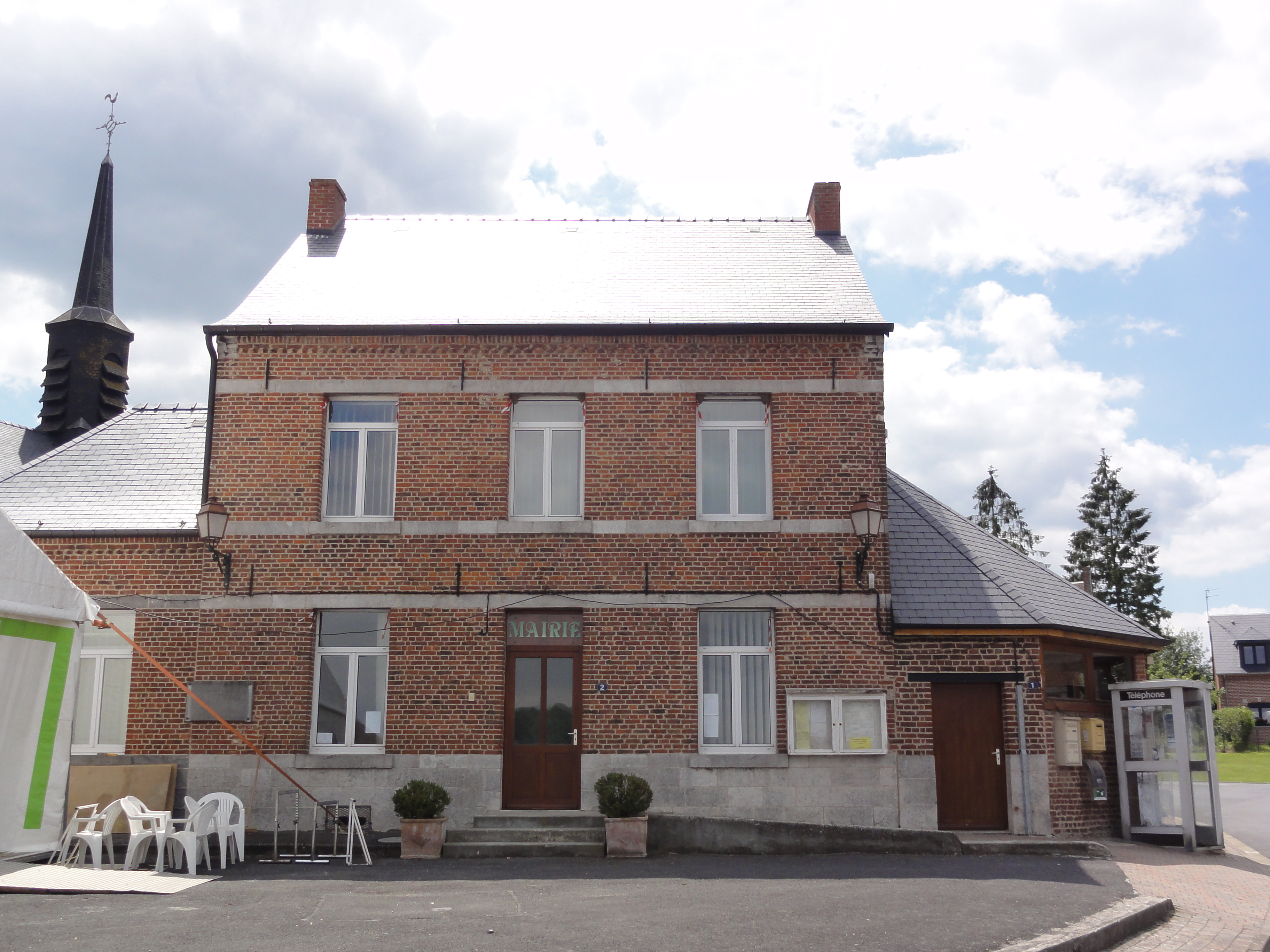
Mairie (Rathaus)